# Heinrich Zimmermann (Theologe)
Heinrich Zimmermann (* 11. Januar 1915 in Engers; † 11. April 1980 in Düsseldorf) war ein deutscher katholischer Theologe und Neutestamentler.

## Werdegang
Nach dem Abitur am Staatlichen Hohenzollern-Gymnasium zu Düsseldorf studierte Heinrich Zimmermann an der Rheinischen Friedrich-Wilhelms-Universität in Bonn und in einzelnen Semestern in Tübingen und Paderborn. Unterbrochen durch Reichsarbeitsdienst und von 1940 bis 1945 durch Kriegsdienst, schloss er sein Studium nach Ende des Zweiten Weltkriegs ab und empfing 1947 die Priesterweihe.
Zunächst wirkte Zimmermann als Seelsorger und Religionslehrer. Er war Schüler der Bonner Exegeten Heinrich Joseph Vogels und Karl Theodor Schäfer. 1953 wurde er mit der Dissertation Das absolute ICH BIN als biblische Offenbarungsformel in Bonn zum Doktor der Theologie promoviert. Ab 1956 war er Assistent an den Katholisch-Theologischen Seminaren der Universität Bonn und habilitierte sich 1957 mit einer Arbeit zur Geschichte der altlateinischen Überlieferung des zweiten Korintherbriefes.

## Hochschullehrer
Die Philosophisch-Theologische Akademie Paderborn berief ihn 1960 auf den Lehrstuhl für Neues Testament; 1963/64 war er Rektor dieser Hochschule. 1963 ging er als ordentlicher Professor an die neu errichtete Ruhr-Universität Bochum, wo er bis 1966 als Gründungsdekan der katholisch-theologischen Fakultät amtierte. Am 1. Oktober 1966 erhielt er den Ruf auf den neutestamentlichen Lehrstuhl an der Bonner Universität. Dort wirkte er bis zu seiner Emeritierung am 1. März 1980. 1970/71 war Heinrich Zimmermann Dekan der katholisch-theologischen Fakultät. Zusammen mit Johannes Botterweck gab er die Schriftenreihe Bonner Biblische Beiträge heraus.
Seine neutestamentliche Methodenlehre wurde zum Standardwerk für die exegetische Ausbildung von Studenten. Die Veröffentlichung seiner Forschungen zum Hebräerbrief als Band in Herders theologischem Kommentar zum Neuen Testament konnte Heinrich Zimmermann nicht mehr fertigstellen.

## Werke
- Das Absolute ICH BIN als biblische Offenbarungsformel. Bonn 1953.
- Untersuchungen zur Geschichte der altlateinischen Überlieferung des zweiten Korintherbriefes. Hanstein-Verlag, Bonn 1960 (Bonner Biblische Beiträge 16).
- Die Hohepriester-Christologie des Hebräerbriefes. Schöningh Verlag, Paderborn 1964.
- Neutestamentliche Methodenlehre. Darstellung der historisch-kritischen Methode. Verlag Katholisches Bibelwerk, Stuttgart 1967; 7. Auflage neubearbeitet von Klaus Kliesch, Stuttgart 1982, ISBN 3-460-30027-2.
- Die Einheit des Neuen Testamentes und unsere Einheit mit ihm. Köln 1971 (Kölner Beiträge H. 4, hrsg. vom Presseamt des Erzbistums Köln).
- Jesus Christus – Geschichte und Verkündigung. Verlag Katholisches Bibelwerk, Stuttgart 1973, ISBN 3-460-30771-4.
- Das Bekenntnis der Hoffnung: Tradition u. Redaktion im Hebräerbrief. Hanstein-Verlag, Köln-Bonn 1977, ISBN 3-7756-1046-4 (Bonner biblische Beiträge 47).